# Операција Медачки џеп
Операција Медачки џеп (познато као и Крвави септембар у Лици) је био трећи напад снага Републике Хрватске на снаге Републике Српске Крајине, од када је подручје РСК стављено под заштиту УНПРОФОР-а. Операција се одиграла између 9. и 14. септембра 1993. године изненадним нападом на српска села на подручју Медачког џепа код Госпића, која су се у то време налазила под заштитом снага УН.
Села Дивосело, Читлук и Почитељ опљачкана су и сравњена.
Операцију је пратило значајније учешће снага УНПРОФОР-а него у дотадашњим сукобима. Било је то највеће учешће канадске војске у војним сукобима још од Корејског рата.

## Операција

### 9–14. септембар
Напад је изведен класично. После артиљеријско-ракетне припреме отпочео је оклопно-пешадијски напад у којем су јединице војне полиције, МУП‐а Хрватске и извиђачке јединице предњачиле. Хрватска војска кренула је у офанзиву око шест сати ујутру 9. септембра 1993. године. Напад је укључивао око 2.500 војника Оперативне зоне Госпић, укључујући 9. гардијску бригаду, 111. бригаду из Ријеке, домобранску бригаду Госпић, домобранску бригаду Ловинац и специјалне полицијске јединице хрватског министарства унутрашњих послова. Хрвати су у свом саставу имали превасходно оружје заробљено од ЈНА, укључујући тенкове М-84 као и већи број артиљеријског оруђа.
Српска војска Крајине је била изненађена нападом. Након два дана борби хрватске снаге су преузеле контролу над селима Дивосело, Читлук и делимично Почитељ. Нова линија фронта успостављена је код села Медак. Укупна површина заузете територије је око 40 km², на којој је живело око 800 становника. У освету за офанзиву, српске снаге почеле су да користе далекометну артиљерију бомбардујући градове Карловац, Сисак и ракете ФРОГ-7 за бомбардовање Загреба.
Српске снаге кренуле су у контраофанзиву и повратиле део изгубљених територија, чиме је заустављено свако напредовање хрватске војске. Обе стране користиле су тешку артиљерију током 12. и 13. септембра, а снаге УН су обавестиле о 6.000 детонација на простору Госпића и Медачког џепа. Војска РСК је 12. септембра испалила ракету земља-земља на аеродром Плесо у Загребу. Током 13. и 14. септембра, хрватска је користила авионе Миг-21 за нападе на артиљеријске положаје српских снага на Банији и Кордуну, а један такав је оборен код Вргинмоста. Пилот Мирослав Перис је током обарања авиона 14. септембра погинуо.

### 15–17. септембар
Офанзива је била подвргнута јакој међународној критици и суочавајући се са политичким и војним притиском, Хрватска влада је пристала на прекид ватре. Командант УН у Хрватској, француски генерал Жан Кот (Jean Cot), организовао је и вршио медијацију преговора. 15. септембра прекид ватре су потписали генерал Миле Новаковић у име српске стране и генерал-мајор Петар Стипетић у име хрватске стране. Споразум о контроли „Медачког џепа“ је подразумевао повлачење хрватских трупа на почетне позиције од 9. септембра а да српске снаге не улазе на подручје Медачког џепа. Повлачење је било заказано за 12.00 часова 15. септембра.
У циљу надгледања повлачења, УНПРОФОР је послао 875 војника другог батаљона пука принцезе Патриције канадске лаке пешадије да уђу у џеп заједно са механизованом јединицом француске војске. Снаге УН, под командом Џејмса Калвина, биле су између српских и хрватских снага.

### Канадска зона безбедности
Канадска војска унутар УНПРОФОР-а је била једна од најбоље наоружаних и припремљених, али до ових догађаја након сваког већег инцидената мировне снаге су више бежале са места сукоба него што су пружале отпор. Ово је стварало несигурност код зараћених снага да су снаге УНПРОФОР-а неспособне да учине било шта по питању очувања мира.
Према споразуму који је потписан канадске снаге требало је да уђу на међупростор тренутног фронта, да фиксирају српске снаге и да преузму територију од хрватских снага. Међутим, оног тренутка када су ушли на ничију земљу и покушали да крену кроз територију коју су хрватске снаге заузеле, на њих је запуцано. Канадски војници на својим БВП-има високо су подигли заставе УН и више пута покушали током 16. септембра да уђу у подручје Медачког џепа. Сваки пут када су пробали ватра са хрватске стране била је јача. Ватра је с временом са хрватске стране била све јача и јача тако да су Канађани почели да узвраћају ватру, а са хрватске снаге примећено је коришћење топова од 20 мм.
Напета ситуација се наставила током читаве ноћи а рано пред зору ватра са хрватске стране је престала тако да су канадске трупе почеле са преузимањем терена. Возилима су кренули путем а недалеко одатле заустављени су на блокади која је направљена са минама и противтенковским препрекама. Иза блокаде на хоризонту видео се дим, а у близини је примећен и маскирани тенк чија је цев била уперена ка УН трупама. У 8.00 часова на том месту договорено је између генерала Калвина и Адемија да се блокада склони у року од четири сата. Након четири сата блокада још увек није склоњена. У 13.00 часова генерали су се поново срели и генерал Адеми је тражио поновно одлагање.
Недалеко одатле је била група новинара и пуковник Калвин је пред блокадом одржао конференцију за штампу, а видевши све то хрватски војници почели су да склањају блокаду. Хрватске снаге су брзо кренуле са повлачењем на позиције од 9. септембра. Повлачење је верификовано у 18.00 часова 17. септембра.
| „                                                                         | Некад мора да се прекине срање, и ствар мора да се заврши. И све што сам тада чуо од Хрвата на мом нивоу, су били некакви недоречени изговори са циљем да нас зауставе са наставком операције. | ” |
| — пуковник Калвин, конференција за штампу на блокади, 17. септембар 1993. | |   |

Пуковник Калвин је касније изјавио: „27 припадника (хрватске војске) је убијено или рањено током борбених дејстава са мојом борбеном групом током 14 дана у Медаку“. Хрватска и данас негира ове догађаје.
У Канади је истина о догађајима и сукобу канадских и хрватских снага дуго скривана. Војници нису могли да верују да се о овом сукобу у Канади ништа није знало. Тек 1. децембра 2002. године током окупљања је награђена храброст коју су тада показали. У поздравном говору гувернер Адријен Кларксон: „Проста чињеница је да је само мали број, нас Канађана, знао шта сте ви учинили 1993. године у Хрватској. Ваша дела су била нимало мања од херојских, а ваша земља то није тада признала.“

## Жртве
Током акције хрватских здружених снага страдало је 46 војника, 6 полицајаца и 36 цивила. Међу цивилима је 26 особа старијих од 60 година, од тога 17 жена. Укупно је убијено 88 Срба.
Ова акција ХВ улази у анале ратовања по чињеници да у њој није било рањених и заробљених лица.
Припадници УНПРОФОР-а су, из директне борбе, извукли 18 лешева, од којих је већина била измасакрирана и запаљена. Два леша су пронађена касније а један леш су пронашли војници РСК 1994. године. Тек 2000. године је пронађено још 11 (16) лешева скривених у септичкој јами у некада српском делу Госпића. Од 11 лешева, 6 је идентификовано ДНК методом.
Од 88 укупно несталих, 84 је пронађено при чему 8 лешева још није идентификовано.
| „                                      | Нисам нашао знакова живота, ни људи ни животиња, у неколико села кроз која смо прошли. Разарање је потпуно, систематско и намерно. | ” |
| — генерал Жан Кот, 19. септембар 1993. | |   |

Године 1994. у рејону Теслинграда (Лички Осик) припадници Личког корпуса СВК заробили су припадника ХВ Јохана Тилдера, који је био учесник догађања у Медачком џепу као припадник извиђачке јединице. У изјави коју је дао описао је читав ток акције, наређења Рахима Адемија и Мирка Норца, сопствено понашања и понашање појединаца. Детаљно је описао сцене масакра и иживљавања над лицима која су се ту нашла.
Из његове изјаве се недвосмислено може закључити да је намера ХВ и њеног руководства била да у наведеном простору у потпуности униште сваког Србина, његову имовину и да створе претпоставку да се на том простору више никада не појави. Постојање снага УН који су гарантовале безбедност месном становништву су у потпуности игнорисали из чега се закључује да су имали јаку међународну подршку у извршавању ове акције.

## Суђења
Када су објављене оптужнице Међународног кривичног суда за бившу Југославију на њима се нашло и име Мирка Норца. Њему је у знак подршке средином фебруара 2001. године на сплитској Риви дошло око 150.000 хрватских националиста иако је он тад био у бекству.
На основу истраге коју је водило до 2004. године, Тужилаштво Хашког трибунала подигло је оптужнице по командној одговорности против начелника Генералштаба Хрватске војске генерала Јанка Бобетка, команданта војног подручја Госпић, генерала Рахима Адемија и команданта Девете гардијске бригаде ХВ, генерала Мирка Норца.
Јанку Бобетку оптужница није уручена, јер је преминуо у априлу 2003. године.
До суђења у Хашком трибуналу није дошло јер је случај пребачен хрватском правосуђу у септембру 2005. године, а хрватско правосуђе је оптужницу подигло 22. новембра 2006. године. Суђење започиње у јуну 2007. а завршава се 31. маја 2008. године усменим изрицањем пресуде. Током суђења чули су се монструозни злочини и иживљавање над српски становништвом (набијање жене на колац, одсецање главе, распоравање и бацање жена у сопствене куће а затим спаљивање, гађање ножем ретардираног младића који је обешен наглавачке итд…), а такође је доказано да је у самом нападу искоришћено четири пута више артиљеријских граната од потребног броја.
Пресудом је Рахим Адеми ослобођен, а Мирко Норац је једини који је осуђен због неспречавања убистава цивила, пљачкања имовине те убијања и мучења ратних заробљеника на јединствену казну од 7 година али је имао повлашћене услове боравка у затвору што је било ругање правди и жртвама. Више је био на слободи него на робији јер се оженио, добио двоје деце и завршио факултет.